# (9922) Catcheller
(9922) Catcheller (1981 EO21) – planetoida z grupy pasa głównego asteroid okrążająca Słońce w ciągu 3,72 lat w średniej odległości 2,4 j.a. Odkryta 2 marca 1981 roku.